# Campionati africani di lotta 1981
I campionati africani di lotta 1981 sono stati la 3ª edizione della manifestazione continentale organizzata dalla FILA. Si sono svolti dal 5 al 13 giugno 1981 a Nabeul in Tunisia. 

## Podi

### Uomini

#### Lotta libera
| Evento       | Oro                      | Argento                     | Bronzo                          |
| 48 kg        | Amos Ojo Nigeria         | Noureddine Bouchoua Algeria | Abou El Oufa Marocco            |
| 52 kg        | Mansour Douissi Tunisia  | Mohamed Hechaichi Algeria   | Talla Diaw Senegal              |
| 57 kg        | Ali Lachkar Marocco      | Halim Echaichi Algeria      | Antony Obakah Niger             |
| 62 kg        | Austine Niger            | Aloui Senegal               | Souaken Said Marocco            |
| 68 kg        | Othman Said Algeria      | Martin Soubaha Niger        | Tahir Abdelaziz Marocco         |
| 74 kg        | Ibrahim Abdessatar Niger | Stefan Niger                | Rabah Kessoum Algeria           |
| 82 kg        | Kally Agogo Nigeria      | Toughza Brahim Marocco      | Zouhair Sguir Marocco           |
| 90 kg        | Mohamed Ahmed Egitto     | Ali Snoussi Algeria         | Jim Abo Niger                   |
| 100 kg       | Ambroise Sarre Senegal   | Habib Cheikh Tunisia        | Mehrez Abouzid Egitto           |
| oltre 100 kg | Mamadou Sakho Senegal    | Ali Gharbi Tunisia          | Ashraf Meligy El Garably Egitto |

### Lotta greco-romana
| Evento       | Oro                         | Argento                  | Bronzo                        |
| 48 kg        | Bachir Chikhi Algeria       | Abdelmonem Faraga Egitto | Ahmed Abou El Ouafa Marocco   |
| 52 kg        | Salem Blel Marocco          | Hssen Said Egitto        | Mohamed Hachaichi Algeria     |
| 57 kg        | Ali Lachkar Marocco         | Habib Lakhal Tunisia     | Ahmed Abbas Egitto            |
| 62 kg        | Hassan Said Souaken Marocco | Rachid Kasserie Algeria  | Mustapha Housseneddine Egitto |
| 68 kg        | Abdel Wahab Shaaban Egitto  | Tahir Abdelaziz Marocco  | Djebab Abdelmajid Algeria     |
| 74 kg        | Mustapha Abdelfateh Egitto  | Munji Bousetta Tunisia   | Abdelmajid Boufatit Algeria   |
| 82 kg        | Ibrahim Abdessatar Egitto   | Ibrahim Toghza Marocco   | Ali Abdellaoui Tunisia        |
| 90 kg        | Jabeur Dridi Tunisia        | Hassen Amar Egitto       | Ali Snoussi Algeria           |
| 100 kg       | Ambroise Sarre Senegal      | Mehrez Abouzid Egitto    | Khalifa Ben Nasseur Tunisia   |
| oltre 100 kg | Mamadou Sakho Senegal       | Achraf El Batagui Egitto | Ali Gharbi Tunisia            |

## Medagliere
La nazione ospitante è evidenziata.
| Pos.   | Paese   | Oro | Argento | Bronzo | Totale |
| ------ | ------- | --- | ------- | ------ | ------ |
| 1      | Egitto  | 5   | 5       | 4      | 14     |
| 2      | Senegal | 4   | 1       | 1      | 6      |
| 3      | Tunisia | 3   | 4       | 4      | 11     |
| 4      | Marocco | 3   | 3       | 4      | 10     |
| 5      | Algeria | 2   | 5       | 5      | 12     |
| 6      | Nigeria | 2   | 0       | 1      | 3      |
| 7      | Niger   | 1   | 2       | 1      | 4      |
| Totale | Totale  | 20  | 20      | 20     | 60     |